# Rue La Fayette (Paris)
Pour les articles homonymes, voir Rue La Fayette.
La rue La Fayette est une voie parisienne qui traverse les 9e et 10e arrondissements de Paris.

## Situation et accès
Longue de plus de 2,8 km, la rue La Fayette est un des axes importants de la rive droite de la ville de Paris. Elle est la voie la plus longue, en ligne droite, de Paris. Elle permet de relier le boulevard Haussmann à la place de la Bataille-de-Stalingrad, où elle est prolongée par l'avenue Jean-Jaurès.
Très animée, elle compte de nombreux restaurants et bars, mais elle est surtout connue pour commencer par les célèbres Galeries Lafayette, situées à l'angle de la rue de la Chaussée-d'Antin et du boulevard Haussmann. La rue passe à proximité des gares Paris-Est et Paris-Nord et monte jusqu'aux quartiers entourant la place de la Bataille-de-Stalingrad et le quai de Valmy qui longe le canal Saint-Martin.
La ligne 7 du métro de Paris suit approximativement le tracé de la rue, qui est desservie par les stations :
- Chaussée d'Antin - La Fayette (lignes 7 et 9) ;
- Le Peletier (ligne 7) ;
- Cadet (ligne 7) ;
- Poissonnière (ligne 7) ;
- Gare de Magenta (Ligne E du RER) ;
- Gare du Nord (lignes 4 et 5) ;
- Gare de Paris-Nord (lignes de RER B et D) ;
- Louis Blanc (lignes 7 et 7 bis) ;
- Jaurès (lignes 2, 5 et 7 bis) ;
- Stalingrad (lignes 2, 5 et 7).

## Origine du nom
Cette rue porte le nom du marquis de La Fayette (1757-1834), héros de la guerre d'indépendance des États-Unis.

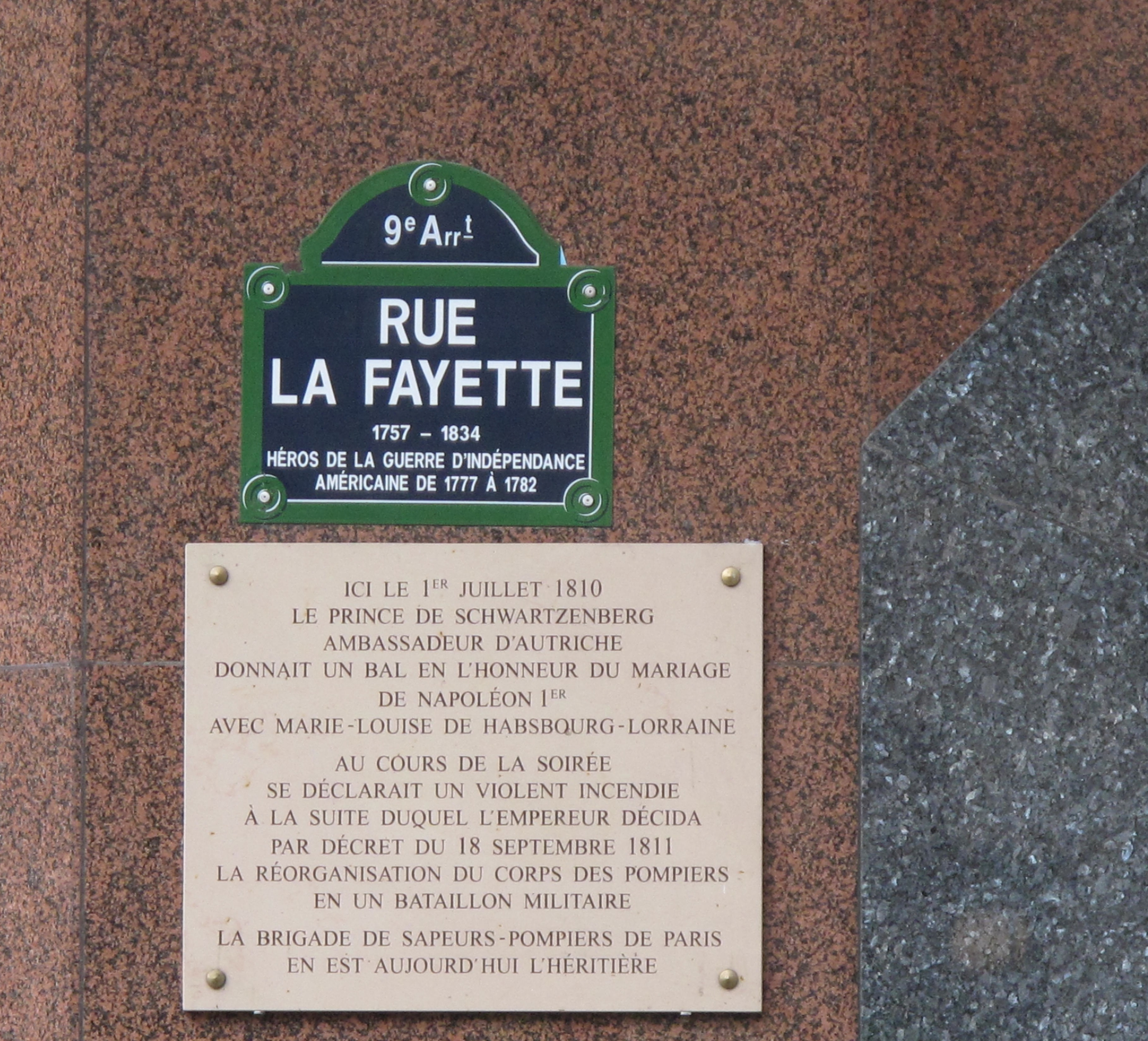
Plaque de rue sous laquelle une plaque commémorative rappelle l’origine de l’organisation militaire de la brigade des sapeurs-pompiers de Paris.
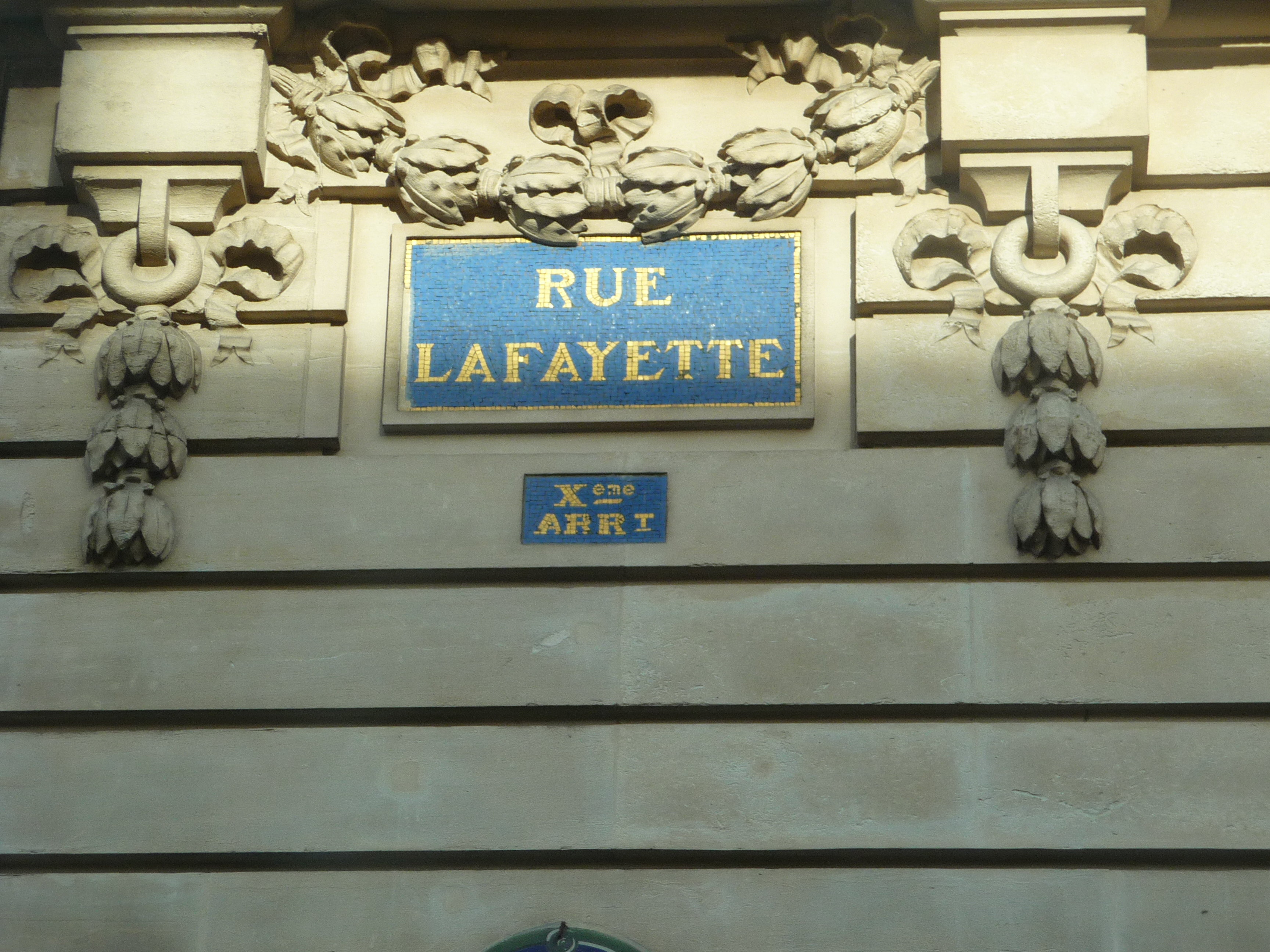
L'affichage du nom de la rue en mosaïque date de l'époque du baron Haussmann.

## Historique
En 1821, un groupement de banquiers (André et Cottier) et d’architectes (Auguste Constantin) achètent les terrains de l'enclos Saint-Lazare afin de les lotir et y créer le « nouveau Quartier Poissonnière ».
Une ordonnance royale de Louis XVIII en date du 27 novembre 1822 ordonne : 
« Article 1er : les sieurs André et Cottier sont autorisés à ouvrir sur leurs terrains une rue de 20 mètres de largeur, qui communiquera de la rue du Faubourg-Poissonnière à celle du Faubourg-Saint-Martin, conformément au plan ci-joint, à charge par eux de livrer gratuitement l'emplacement nécessaire pour prolonger la rue d'Hauteville jusqu'à la nouvelle rue, et de former au point de jonction une place circulaire de 20 mètres au plus de rayon ».
« Article 2e : la ville de Paris contribuera aux dépenses de toute nature qu'exigeront les percements dont il s'agit, jusqu'à concurrence d'une somme de cent cinquante mille francs, conformément à la délibération du conseil municipal du 15 septembre 1822. »
Elle fut ouverte, entre la rue du Faubourg-Saint-Martin et la rue du Faubourg-Poissonnière, en 1823, sur les terrains qui avaient été achetés, comme on l'a vu, par messieurs André et Cottier, sur des terrains qui avait appartenu à l'enclos Saint-Lazare avant la Révolution.
Dans une dépêche ministérielle du 31 décembre 1824, on lit ce qui suit : 
« Le roi a daigné consentir, par décision du 19 de ce mois, à ce que la grande rue ouverte sur les terrains des sieurs André et Cottier, pour communiquer du faubourg Saint-Martin au faubourg Poissonnière, reçût le nom de rue Charles X, etc. »
Une ordonnance royale du 6 janvier 1825 renferme les dispositions ci-après : 
« Article 1er : l'exécution de la rue ouverte dans la direction de la rue du Chemin-de-Pantin, depuis la rue du Faubourg-Saint-Martin jusqu'à la rue du Faubourg-Poissonnière, etc., est déclarée d'utilité publique, et le préfet de la Seine est autorisé à y appliquer ou faire appliquer les mesures voulues par la loi du 8 mars 1810.
Article 2e : la largeur de ladite rue, fixée par l'article 1er de l'ordonnance du 27 novembre 1822 à 20 mètres, est réduite à 19,50 mètres, largeur de la rue du Chemin-de-Pantin, etc. »
En 1830, après la révolution de Juillet, cette première section est renommée « rue Lafayette ».
- Historique de la rue La Fayette tracé sur fond de plan Verniquet de 1790 : 
En orange, la rue de Pantin  (devenue avenue Jean-Jaurès) située hors de Paris avant l'annexion de l'ancienne commune de la Villette en 1860. 
En vert, la rue du Chemin-de-Pantin, 2e section de la rue La Fayette ouverte par application du décret de 1849.
En jaune, la 1re section de la rue La Fayette ouverte en 1823 qui traverse l'enclos Saint-Lazare.
En bleu, la 3e section (partielle) de la rue La Fayette ouverte par application du décret d'utilité publique de 1859.

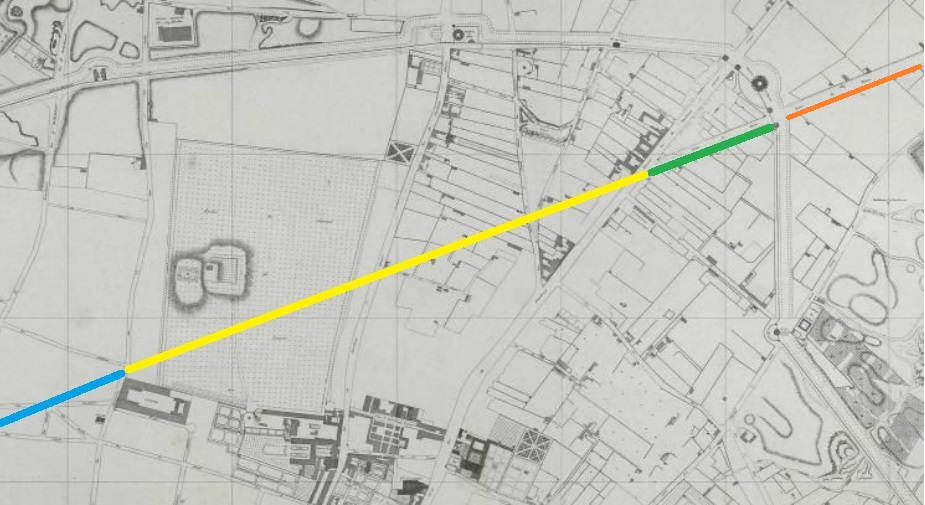
Historique de la rue La Fayette tracé sur fond de plan Verniquet de 1790 : En orange, la rue de Pantin (devenue avenue Jean-Jaurès) située hors de Paris avant l'annexion de l'ancienne commune de la Villette en 1860. En vert, la rue du Chemin-de-Pantin, 2e section de la rue La Fayette ouverte par application du décret de 1849. En jaune, la 1re section de la rue La Fayette ouverte en 1823 qui traverse l'enclos Saint-Lazare. En bleu, la 3e section (partielle) de la rue La Fayette ouverte par application du décret d'utilité publique de 1859.

Par décret ministériel du 28 août 1849, une seconde section est ajoutée de la rue du Faubourg-Saint-Martin au rond-point de la Villette en réunissant la rue du Chemin-de-Pantin à la rue La Fayette.
Par décret d'utilité publique du 27 août 1859, une troisième section est percée de la rue du Faubourg-Montmartre à la rue du Faubourg-Poissonnière. Ce percement amputant certaines voies, un jugement rendu en l'audience publique de la première chambre du Tribunal civil de première instance
de la Seine, à la date du 26 mars 1859, déclare exproprier plusieurs immeubles des voies suivantes :
- rue de Montholon
- rue Cadet
- rue des Deux-Sœurs
- rue Buffault

Par décret d'utilité publique du 19 mars 1862 une quatrième et dernière section est percée de la rue de la Chaussée-d'Antin à la rue du Faubourg-Montmartre. Ce percement ampute certaines voies :
- rue du Faubourg-Montmartre
- rue de la Victoire
- rue Laffitte
- rue de Provence
- rue Taitbout

En 2022, une piste cyclable bidirectionelle sur chaussée (3 à 4 m de large) a été aménagée dans le cadre du Plan vélo.

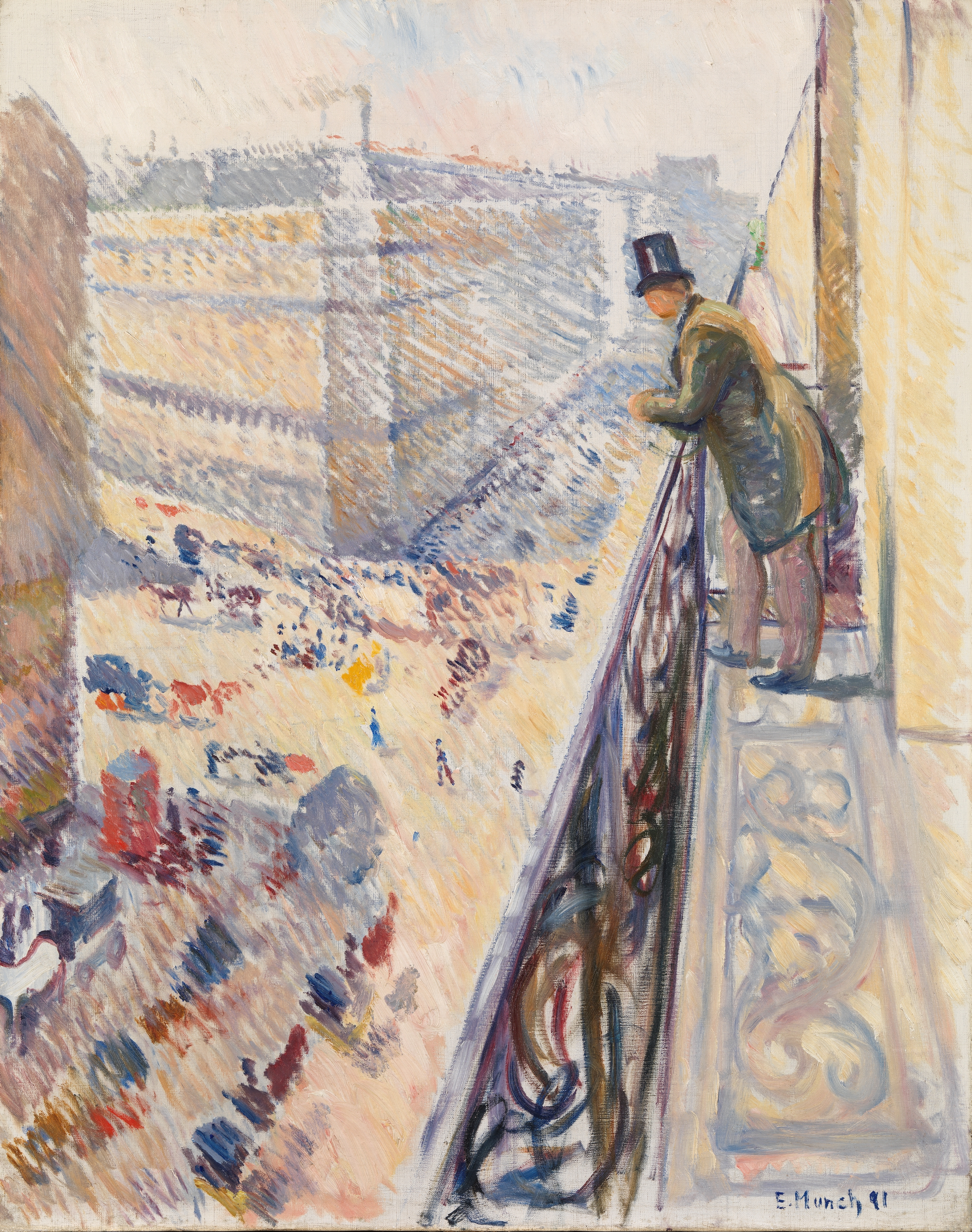
Rue La Fayette en 1891 (Edward Munch).
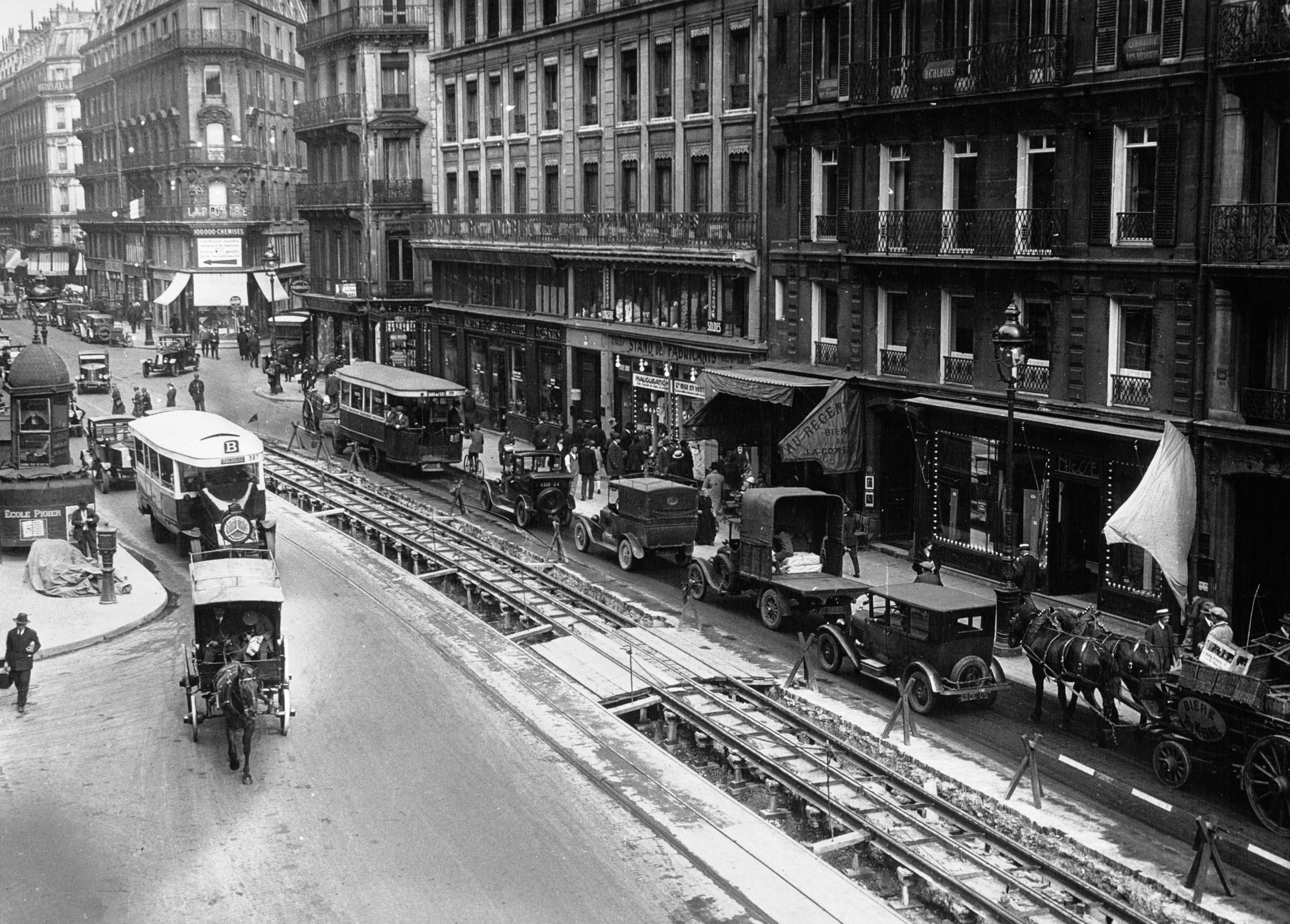
Encombrements de la circulation par les tramways : rue La Fayette (1927), photographie de l'agence Meurisse.
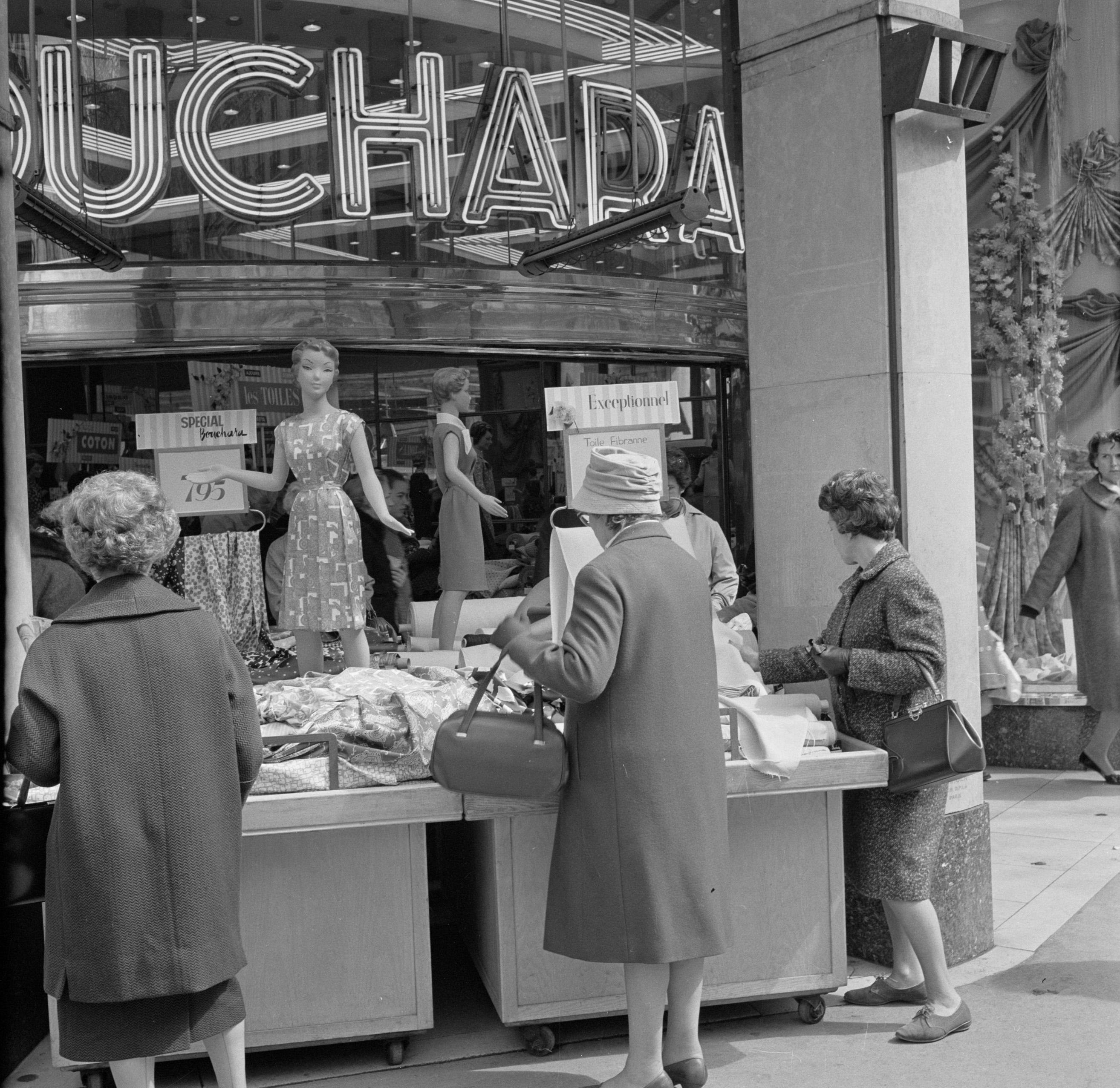
Les Galeries Lafayette en 1965.

## Bâtiments remarquables et lieux de mémoire

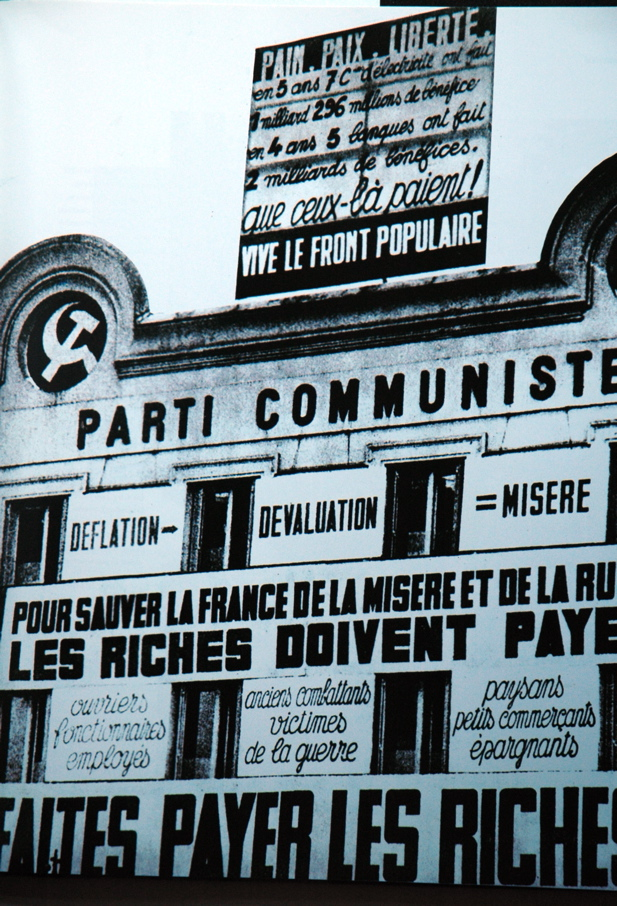
Le siège du PCF en 1936.

- Ignacy Czernik vécut dans la partie du 10e arrondissement de la rue.
- Ancien hôtel de Montesson : situé à l'angle des rues Lafayette et de la Chaussée-d'Antin (à l'emplacement de l'actuelle cité d'Antin), il avait été construit par Alexandre-Théodore Brongniart, vers 1770, pour madame de Montesson, maîtresse du duc d'Orléans. Un long passage voûté reliait la rue à la cour. Vers la rue Taitbout, la façade sur le jardin était rythmée de pilastres ioniques, à l'image des hôtels construits dans le quartier par Étienne-Louis Boullée. Siège de l'ambassade d'Autriche sous le Premier Empire, l'hôtel fut le théâtre d'un incendie en 1810. Une plaque apposée sur le mur rappelle cet événement.
- Nos 18 à 22 : les jardins de l'hôtel de la Reine-Hortense s'étendaient jusqu'à cet endroit.
- Nos 24 et 26 : hall d'exposition et manufacture de la Maison Debain, fondée par le facteur de piano et d'harmonium Alexandre-François Debain à partir de 1855.
- Nos 31 et 33 : emplacement de l'hôtel Thellusson, détruit en 1823.
- No 52 : domicile du compositeur Isaac Albeniz de 1880 à 1884[réf. nécessaire].
- No 56 : le 12 novembre 1943, un commando FTP-MOI, composé de Rino Della Negra, Robert Witchitz et Cesare Luccarini attaque des convoyeurs de fonds allemands, mais c’est un échec. Della Negra, blessé et Witchitz sont arrêtés. Luccarini ayant réussi à fuir sera arrêté quelques heures plus tard par les Brigades Spéciales[4].
- Square Montholon : le seul espace vert situé sur le parcours de la rue.
- No 60 et nos 9 et 11, rue Cadet : ancien hôtel Cromot du Bourg.
- No 61 : ancien hôtel du Petit Journal.
- No 75 : une  plaque mentionne « Ansaldi a habité une mansarde dans cet immeuble. » Il peut s’agir du mystificateur Alexandre Ansaldi[réf. nécessaire].
- No 81 : siège de la manufacture Alexandre Père et Fils de 1891 à 1913.
- La rue traverse les voies de la gare de Paris-Est sur le pont La Fayette, un pont en béton armé, construit en 1928 par Albert Caquot.
- No 91 : façade d'immeuble ornée d'une paire de cariatides (vers 1865), œuvre de jeunesse de Jules Dalou.
- No 103 : domicile du peintre Geoffroy Dauvergne (1922-1977), en 1944, alors qu'il était l'élève de Jean Dupas à l'École nationale supérieure des beaux-arts[5].
- No 106 : Institut kurde de Paris.
- No 120 : siège du Parti communiste français (PCF) entre 1921 et 1937. Il est ensuite le siège de la fédération PCF de Paris avant d’être loué à des entreprises.
- No 122 : le photographe Pierre Petit (1831-1909) installe son atelier à cette adresse après la guerre de 1870[réf. nécessaire].
- No 126 : domicile de l'artiste peintre franco-belge Charles Ferdinand Ceramo (1831-1909), en 1885[6],[7].
- Au XIXe siècle, un restaurant Bouillon Duval se trouvait à ce niveau, à l'intersection avec le boulevard Magenta.
- No 145 : façade d'immeuble factice appartenant la RATP, destinée à abriter des bouches d'aération de la ligne B du RER d'Île-de-France[8]. Ce décor est évoqué par Umberto Eco dans Le Pendule de Foucault comme donnant « l’impression d’être devant la gueule des Enfers ».
- No 147 : Centre d'information sur le Kurdistan. En 2013, trois militantes kurdes y sont assassinées.
- No 205 : immeuble édifié, et signé en façade, par l'architecte C. Michel en 1894.
- No 214 : accès vers l'église Saint-Joseph-Artisan. Ancienne église des Allemands puis des Alsaciens-Lorrains et des Luxembourgeois de Paris.
- No 231 bis : immeuble réalisé par l'architecte Émile Thion[9].
- Le théâtre La Fayette, dont l'existence fut brève, fut ouvert dans cette rue en 1867.

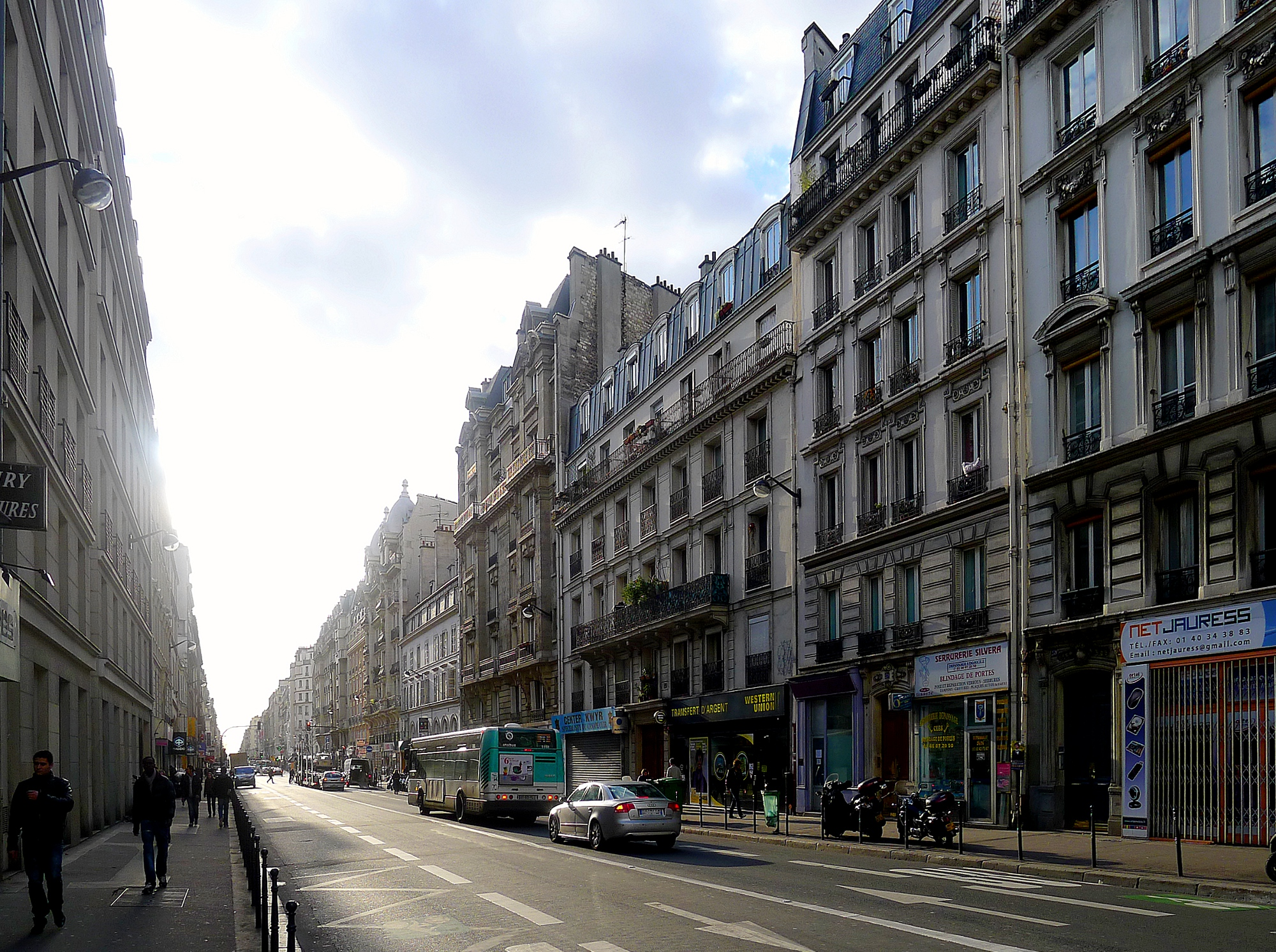
La rue La Fayette vue de la place de la Bataille-de-Stalingrad.
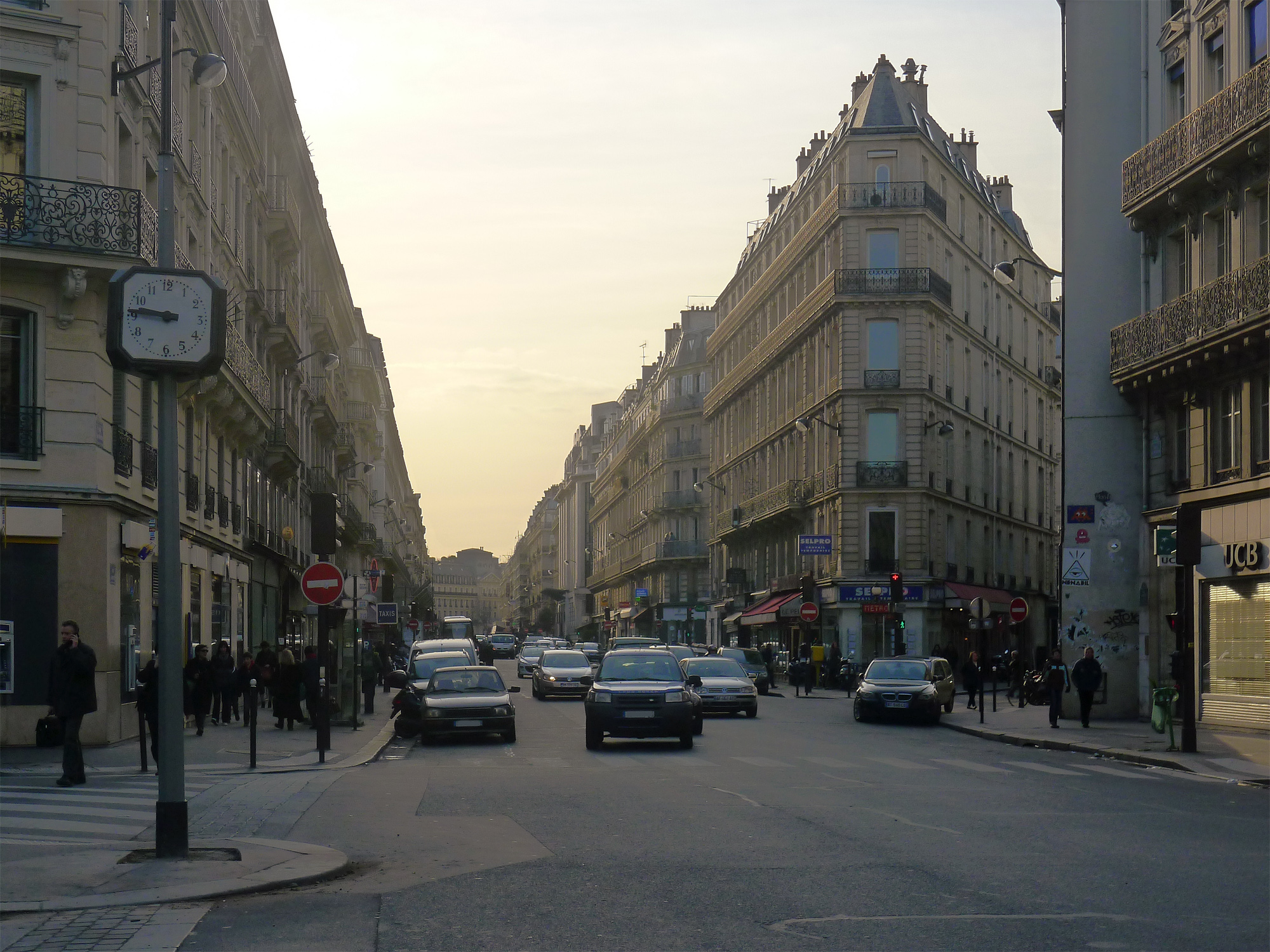
La rue La Fayette vue en direction du boulevard Haussmann.
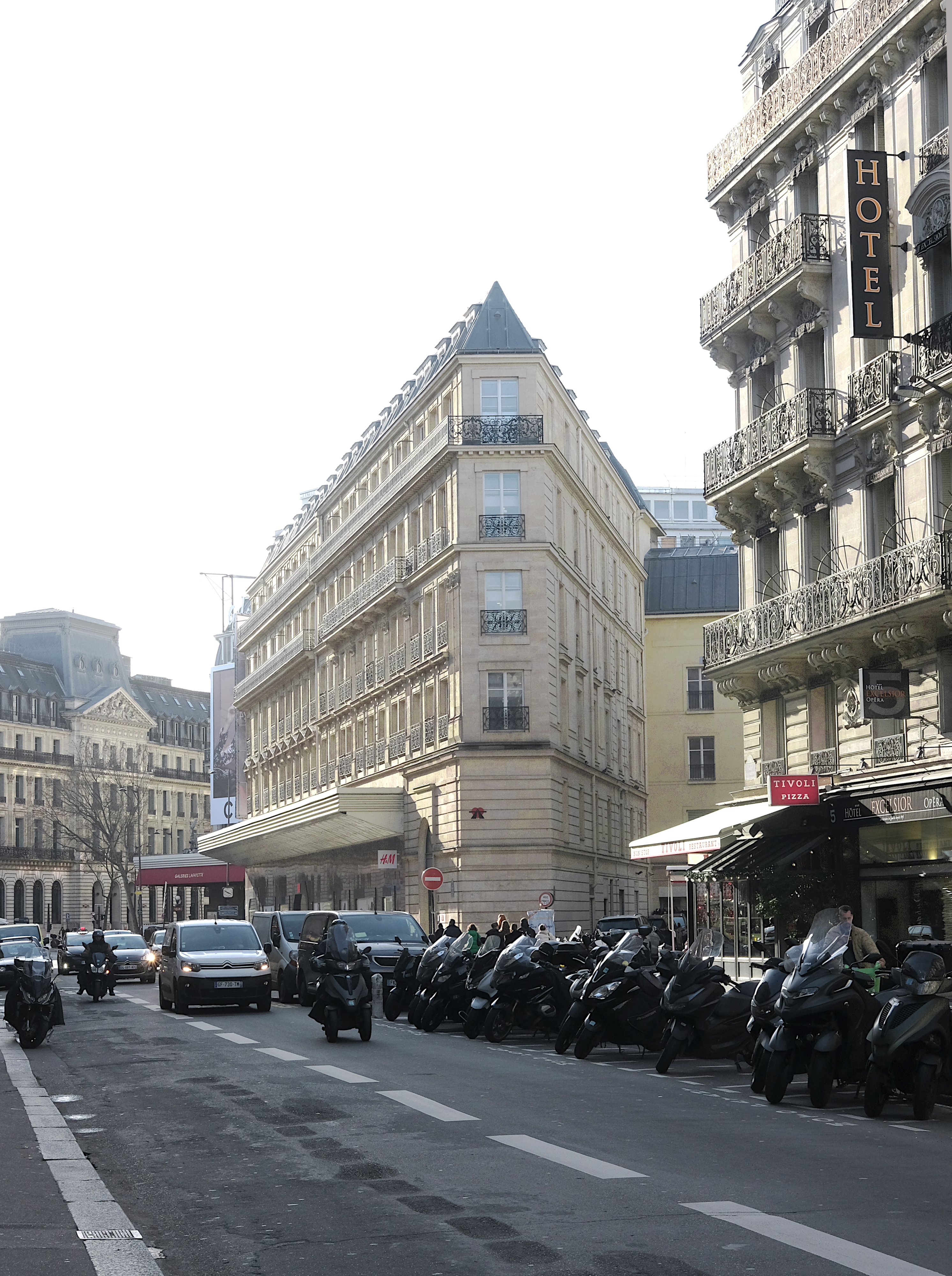
La rue La Fayette à proximité du boulevard Haussmann.
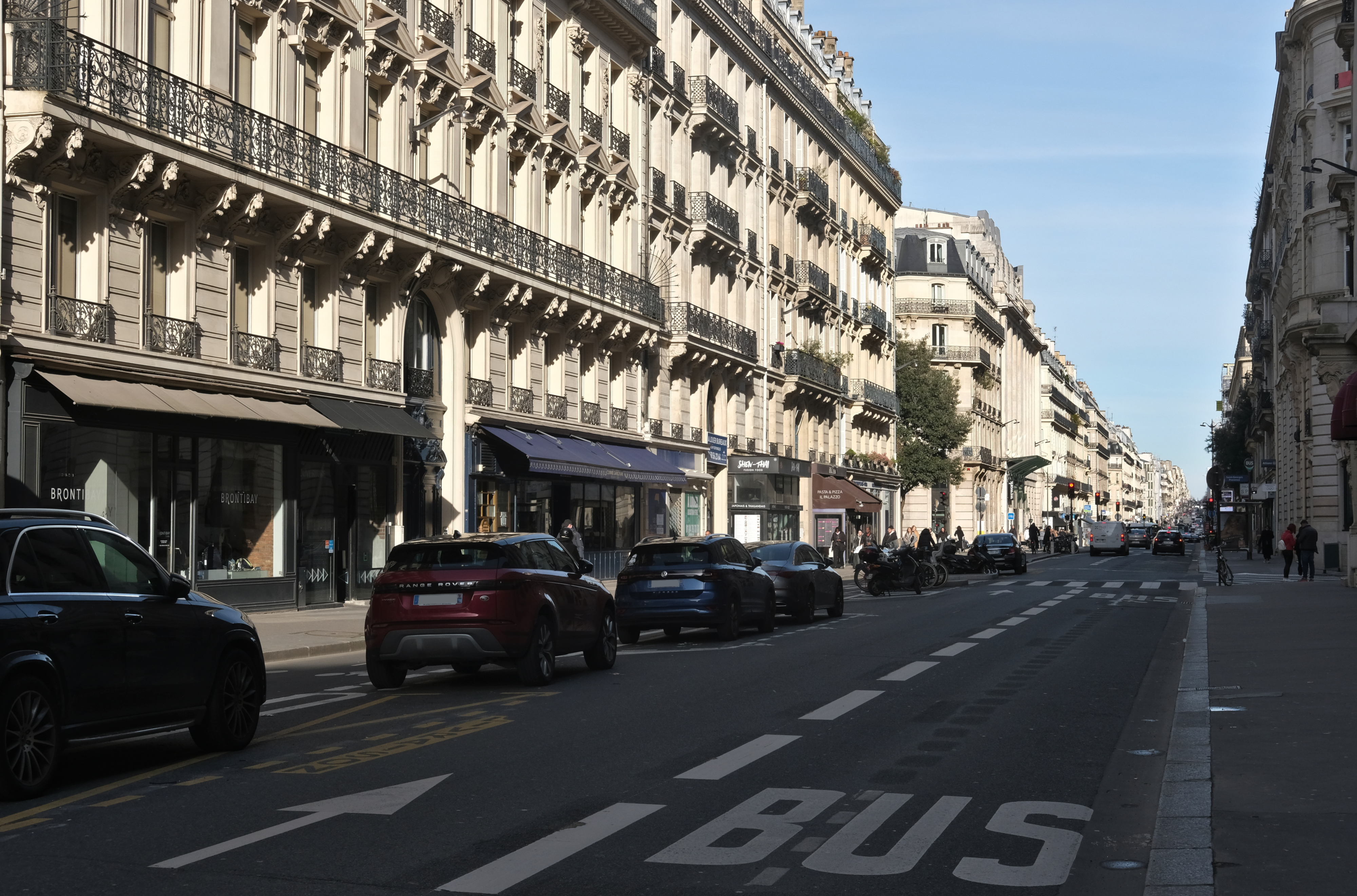
La rue La Fayette vue en direction de la place de la Bataille-de-Stalingrad.

## Pour approfondir